# Bomberman Kart
Bomberman Kart (ボンバーマンカート?, Bonbāman Kāto) è un simulatore di guida sviluppato da Racjin e pubblicato da Hudson Soft per PlayStation 2 il 20 dicembre 2001 in Giappone, il 21 gennaio 2002 in America del Nord ed il 17 ottobre 2003 in Europa e successivamente convertito per telefoni cellulari, quest'ultima edizione uscì esclusivamente nel territorio europeo. Rappresenta il primo titolo del franchise Bomberman a presentare uno stile di gioco molto simile a quella della serie Mario Kart con un massimo di quattro persone in modalità multigiocatore tramite un multitap per la console Sony.
Il 15 aprile 2004 uscì un'altra versione del gioco chiamata Bomberman Land Series Bomberman Kart DX (ボンバーマンランドシリーズ ボンバーマンカートDX?, Bonbāman Rando Shirīzu Bonbāman Kāto DX), resa disponibile esclusivamente in madre patria. Questa edizione aggiornata della precedente presenta una grafica migliorata, nuovi circuiti e modalità assieme ad alcuni extra quali diversi artwork in stile manga e la possibilità di personalizzare la modalità sfida tra quattro giocatori con lo stile classico della serie assieme ad un'altra in cooperativa per due persone, in entrambi i casi vincerà chi riuscirà a rimanere in vita per ultimo. Tuttavia in DX è stata rimossa l'opzione che permetteva di giocare fino a quattro giocatori ed il multigiocatore in locale è stato limitato a due; inoltre sono presenti dei contenuti scaricabili d'espansione che aggiungono altre gare, i quali per essere ottenuti necessitano di un hard disk per PlayStation 2 assieme ad un Network Adapter.

## Modalità di gioco
Lo stile di gioco è molto simile a quello della serie Mario Kart, il giocatore dovrà scegliere uno fra i cinque personaggi iniziali e percorrere le sedici piste cercando di arrivare al primo posto. Tuttavia nel corso di ogni gara sarà possibile raccogliere oggetti che potranno essere utilizzati nel corso della partita quali missili o bombe da lanciare contro i nemici per fargli perdere terreno e rallentarli o dei potenziamenti turbo che incrementeranno per un breve lasso di tempo la velocità del kart guidato fornendogli una forte spinta in avanti. Le modalità di gioco principali sono tre: Grand Prix (ovvero il campionato), la modalità Corsa Battaglia nella quale i giocatori dovranno eliminare i loro avversari prima che lo facciano gli altri ed il Time Attack dove farà la sua apparizione il fantasma di uno dei personaggi giocabili, il quale verrà aggiornato ogni volta che si batterà il record di quel circuito. Altre varianti presenti sono: la sfida fuori strada, la gara di velocità e vari minigiochi nel gioco sfida o nella sfida casuale, tra cui calcio scoppio, tocca bomba e sopravvivenza kart, quest'ultima è una modalità battaglia in un'arena anziché in una corsa, in cui vince il primo giocatore che riesce a colpire 5 volte l'avversario con armi speciali o che comunque con tali armi riesce a colpirlo più volte entro un tempo limite di 03:40.

### Personaggi
Questo è l'elenco dei piloti principali giocabili dal principio assieme al nome dei loro kart e le rispettive caratteristiche divise per tipologia: velocità, manovrabilità e peso.
| Personaggio  | Kart         | Velocità | Manovrabilità | Peso |
| ------------ | ------------ | -------- | ------------- | ---- |
| White Bomber | Light Kart   |          |               |      |
| Black Bomber | Dark Kart    |          |               |      |
| Pink Bomber  | Racer Kart   |          |               |      |
| Red Bomber   | Fire Kart    |          |               |      |
| Gold Bomber  | Powered Kart |          |               |      |

## Accoglienza
| Testata | Versione | Giudizio |
| ------- | -------- | -------- |
| Famitsū | PS2      | 25/40    |

La rivista settimanale Famitsū recensì il gioco dandogli un punteggio di 25 su 40.
Play Generation classificò Bomberman come il terzo pilota più improbabile tra i titoli disponibili su PlayStation 2.